# Hearst Communications

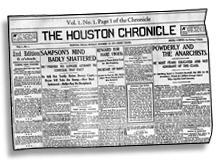
El primer número del periódico Houston Chronicle, publicado el 14 de octubre de 1901 por la Hearst Corporation.

Hearst Communications, Inc. también conocida simplemente como Hearst, es una multinacional privada estadounidense, especializada en los medios de comunicación de masas, con sede en la Torre Hearst de Nueva York, Estados Unidos.

## Trayectoria
Fundada en 1887 por William Randolph Hearst como propietaria de diversos periódicos, la compañía ha llegado a participar en una extensa gama de medios de comunicación. La familia Hearst es la dueña y administradora de la empresa.
Hearst Corporation es una de las compañías de comunicaciones más diversificadas del mundo. Su participación está en 15 diarios y 36 semanarios —como el Houston Chronicle y el San Francisco Chronicle—, cerca de 300 revistas en todo el mundo, incluyendo Harper's Bazaar, Cosmopolitan, Esquire, Marie Claire  y ELLE; 31 estaciones televisivas a través de Hearst Television Inc. que llegan a un 20% de la población de Estados Unidos; participación de varias redes de cable, incluyendo A&E Television Networks y ESPN, editoriales, Internet, producción televisiva y negocios inmobiliarios.

## Servicios

### Revistas
- Car and Driver
- Cosmopolitan
- Country Living
- Dr. Oz THE GOOD LIFE
- Elle
- Elle Decor
- Esquire
- Food Network Magazine
- Good Housekeeping
- Harper's Bazaar
- House Beautiful
- Nat Mags
- O, The Oprah Magazine
- Popular Mechanics
- Red
- Redbook
- Road & Track
- Seventeen
- Town & Country
- Veranda
- Woman's Day

### Periódicos
- San Francisco Chronicle (San Francisco, California)

- The News-Times (Danbury, Connecticut)
- Greenwich Time (Greenwich, Connecticut)
- The Advocate (Stamford, Connecticut)
- Connecticut Post (Bridgeport, Connecticut)
- Edwardsville Intelligencer (Edwardsville, Illinois)
- Huron Daily Tribune (Bad Axe, Míchigan)
- Midland Daily News (Midland, Míchigan)
- Times Union (Albany, New York)
- Beaumont Enterprise (Beaumont, Texas)
- Houston Chronicle (Houston, Texas)
- Laredo Morning Times (Laredo, Texas)
- Midland Reporter-Telegram (Midland, Texas)
- Plainview Daily Herald (Plainview, Texas)
- San Antonio Express-News (San Antonio, Texas)
- seattlepi.com, formato del Seattle Post-Intelligencer (Seattle, Washington)

### Semanarios
- Darien Noticias (Connecticut)
- Fairfield Ciudadano (Connecticut)
- New Canaan Noticias (Connecticut)
- New Milford Spectrum (Connecticut)
- Westport Noticias (Connecticut)
- Marlette Leader (Míchigan)
- Vassar Pioneer Times, (Míchigan)
- Anunciante Norte (Nueva York)
- Anunciante Sur (Nueva York)
- Ballston Spa Pennysaver (Nueva York)
- Clifton Park North Pennysaver (Nueva York)
- Clifton South Park Pennysaver (Nueva York)
- Latham Pennysaver (Nueva York)
- Pennysaver Noticias (Nueva York)
- Spa Ciudad MoneySaver (Nueva York)
- El Semanal (Nueva York)
- Bulverde Comunidad Noticias (Texas)
- Negocios expreso (Texas)
- Cañón Noticias (Texas)
- Conexión (Texas)
- Noticias del Condado de Hardin (Texas)
- Vendedor de periódicos Jasper (Texas)
- Kelly EE.UU. Observador (Texas)
- La Voz (Texas)
- Lackland Talespinner (Texas)
- Fort Sam Houston News Leader (Texas)
- Patriota Médico (Texas)
- Muleshoe Diario (Texas)
- Barrio Noticias (Texas)
- Central de Noticias del Norte (Texas)
- Northwest semanal (Texas)
- Nuestra Gente (Texas)
- Randolph Wingspread (Texas)
- Northeast Herald (Texas)
- Southside Reportero (Texas)
- El Zapata tiempos (Texas)

### Televisión y cable (inversiones)
Bajo el nombre de Hearst Television, Inc. (anteriormente Hearst-Argyle Television) es una empresa de radiodifusión fundada en 1997 en los Estados Unidos, propiedad de Hearst Corporation. Propietaria de 29 estaciones locales de televisión y dos emisoras de radio locales.
Lleva a cabo sus producciones con empresas conjuntas en la producción de televisión con NBCUniversal Television Distribution (aunque la mayoría de las estaciones de su propiedad están afiliadas a ABC) y The Walt Disney Company. Las siguientes compañías son:
- A+E Networks (posee el 50%; compartido con Walt Disney Television que posee el otro 50%)
- CTV Specialty Television (propietaria del 4% a través de su copropiedad de ESPN; compartida con Bell Media, que posee el 80%)
- ESPN Inc. (posee el 20%; compartida con The Walt Disney Company que posee el 80%)

### Estaciones de televisión
Notas:
- (**) – Indica una estación que fue construida por Hearst.
- (§§) – Indica una estación que fue adquirida por Hearst de Argyle Television Holdings II en 1997.
- (~~) – Indica una estación que fue afectada por un intercambio entre Argyle II y Gannett en 1997.
- (≈≈) – Indica una estación que fue afectada por un intercambio entre Hearst-Argyle y Sunrise Television en 1998.
- (¤¤) – Indica una estación que fue adquirida por Hearst de Pulitzer en 1998.
- (κ) – Indica una estación que fue adquirida por Hearst de Kelly Broadcasting en 1999.
- (^^) - Indica una estación que fue adquirida por Hearst de Media General in 2014.